# 厦门市第二农场
厦门市第二农场是中华人民共和国福建省厦门市集美区下辖的一个类似乡级单位，名义上由后溪镇管辖。

## 行政区划
厦门市第二农场下辖1个社区：二农社区。